# Манжелей Володимир Іванович
Володимир Іванович Манжелей (нар. 7 листопада 1945, Дніпродзержинськ, Дніпропетровська область, УРСР. Помер 2 травня 2025, Кам'янське, Дніпропетровська область ) — радянський український футболіст та тренер, виступав на позиції захисника.

## Кар'єра гравця
У 1964 році розпочав футбольну кар'єру в команді «Металург» (Дніпродзержинськ). Футбольну кар'єру завершив 1979 року в «Металурзі» (Дніпродзержинськ).

## Кар'єра тренера
По завершенні кар'єри гравця розпочав тренерську діяльність. У 1983—1984 роках допомограв тренувати «Металург» (Дніпродзержинськ), а в 1985 році очолив дніпродзержинський клуб. Потім протягом багатьох років тренував дітей у спортивній школі.